# Karl Eugen Dühring
Karl Eugen Dühring (12 de gener de 1833, Berlín — † 21 de setembre de 1921, Potsdam-Babelsberg) va ser un professor de mecànica, advocat, filòsof i economista alemany. També va ser un influent antisemita, va publicar Die Judenfrage als Frage der Racenschaedlichkeit (1881; 'El partits i la qüestió jueva'), i altres tractats antisemites.
Va exercir la professió d'advocat fins a 1859 quan una malaltia a la vista, que va acabar amb una ceguesa total, li impedí seguir i des d'aleshores va començar a dictar classes de filosofia a la Universitat de Berlín on va desenvolupar un mètode que intentava fusionar el positivisme de Comte amb el materialisme ateu de Feuerbach. En ell es consolida la bondat natural de l'home com ho va fer Fourier, la qual cosa finalment hauria de suposar la superació de la contradicció entre individu i societat. Els seus pensament socioecoómics, en canvi, no promovien la supressió del capitalisme, sinó només l'eliminació dels seus excessos mitjançant un consolidat moviment obrer. les seves principals obres es titulen: Naturalesa de la dialèctica (1865); Història crítica de l'economia política i el socialisme (1871) i Curs d'economia política i social (1873).
Sobre química va escriure: Neue grundgesetze zur rationellen physik und chemie ('Nova llei bàsica de la física i la química racional'), Leipzig 1878 on apareix el diagrama de Dühring
El materialista dialèctic Friedrich Engels va escriure entre 1877 i 1878, La subversió de la ciència per part del Senyor Eugen Dühring, més coneguda com a Anti-Dühring, en la qual s'analitza aquest escriptor, abordant la filosofia, la sociologia i les ciències naturals, exponent el marxisme.